# Embolia cutis medicamentosa
Unter Embolia cutis medicamentosa (Synonym: Nicolau-Syndrom, auch livedo-linke dermatitis) versteht man ein sogenanntes Arzneimittel-Syndrom, das infolge einer intramuskulären Injektion auftreten kann.
Ursache ist eine versehentliche Injektion einer meist kristalloiden Substanz in eine Arterie. Dadurch kommt es zu einer Embolie im betroffenen Blutgefäß und infolgedessen zu einer verminderten Blutversorgung (Ischämie) der Haut im Bereich der Injektionsstelle. Durch diese längerfristige Unterversorgung stirbt die betroffene Stelle lokal ab (Nekrose).